# Mühlenberge

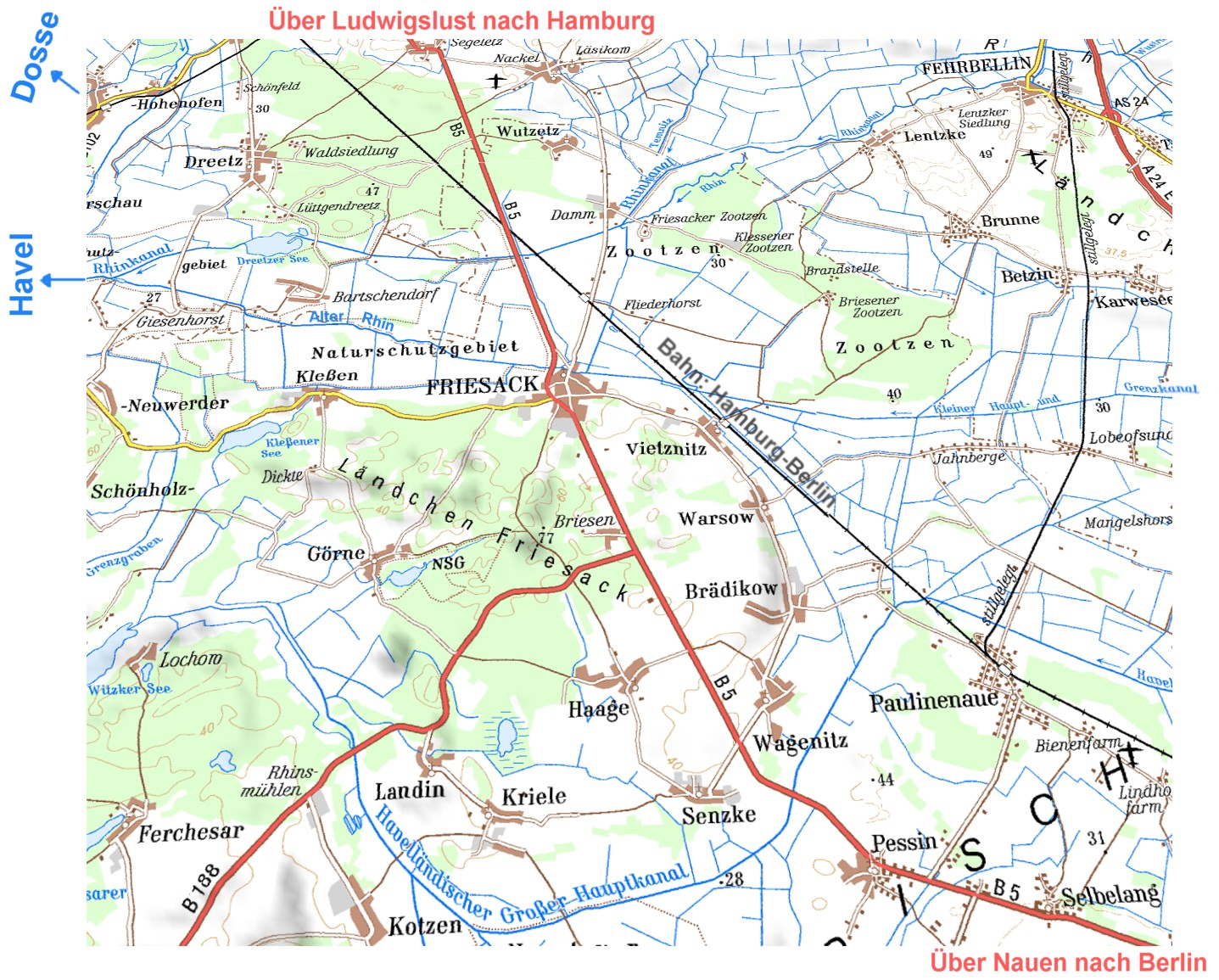
Umgebungskarte

Mühlenberge ist eine Gemeinde im Norden des brandenburgischen Landkreises Havelland. Sie gehört zum Amt Friesack mit Sitz in Friesack.

## Geografie
Mühlenberge liegt ca. 60 km nordwestlich von Berlin am Ostrand des bis zu 77 Meter ü. NHN hohen Ländchens Friesack und westlich des Großen Havelländischen Hauptkanals. Mühlenberge liegt zentral zwischen den Städten Rathenow, Nauen, Kyritz und Neuruppin.

## Gemeindegliederung
Mühlenberge besteht aus den Ortsteilen Haage, Senzke und Wagenitz sowie dem Wohnplatz Karlsaue.

## Geschichte
Der Ortsteil Haage wurde im Jahr 1307 erstmals urkundlich erwähnt.
Haage, Senzke und Wagenitz gehörten seit 1817 zum Kreis Westhavelland in der preußischen Provinz Brandenburg und ab 1952 zum Kreis Nauen im DDR-Bezirk Potsdam. Seit 1993 liegen die Orte im brandenburgischen Landkreis Havelland.
Die Gemeinde Mühlenberge entstand am 31. Dezember 2002 aus dem freiwilligen Zusammenschluss der bis dahin selbstständigen Gemeinden Haage, Senzke und Wagenitz.

## Bevölkerungsentwicklung
| Jahr | Haage | Senzke | Wagenitz |      | Jahr | Mühlenberge |
| ---- | ----- | ------ | -------- | ---- | ---- | ----------- |
| 1875 | 483   | 250    | 365      | 2002 | 819  |             |
| 1910 | 431   | 283    | 370      | 2005 | 792  |             |
| 1939 | 374   | 225    | 315      | 2010 | 755  |             |
| 1946 | 601   | 472    | 522      | 2015 | 720  |             |
| 1950 | 628   | 457    | 580      | 2020 | 717  |             |
| 1971 | 353   | 341    | 394      | 2021 | 742  |             |
| 1990 | 284   | 299    | 343      | 2022 | 765  |             |
| 1995 | 262   | 265    | 331      | 2023 | 769  |             |
| 2000 | 272   | 273    | 330      |      |      |             |
| 2001 | 259   | 252    | 314      |      |      |             |

Gebietsstand des jeweiligen Jahres, Einwohnerzahl: Stand 31. Dezember (ab 1991). Ab 2011 auf Basis des Zensus 2011. Ab 2022 auf Basis Zensus 2022

## Politik

### Gemeindevertretung
Die Gemeindevertretung von Mühlenberge besteht aus zehn Mitgliedern und dem ehrenamtlichen Bürgermeister. Die Kommunalwahl am 9. Juni 2024 führte zu folgendem Ergebnis:
| Partei / Wählergruppe     | Stimmenanteil | Sitze |
| ------------------------- | ------------- | ----- |
| Wählerunion Mühlenberge   | 59,1 %        | 6     |
| Bürgerbündnis Mühlenberge | 40,9 %        | 4     |

### Bürgermeister
- 2003–2014: Hendrik Frost[9]
- 2014–2024: Matthias Rehder (Wählerunion Mühlenberge)[10][11]
- seit 2024: Susann Theel (Wählerunion Mühlenberge)

Theel wurde in der Bürgermeisterwahl am 9. Juni 2024 ohne Gegenkandidatin mit 75,5 % der gültigen Stimmen für eine Amtszeit von fünf Jahren gewählt.

## Sehenswürdigkeiten
In der Liste der Baudenkmale in Mühlenberge stehen die in der Denkmalliste des Landes Brandenburg eingetragenen Baudenkmale, darunter
- Kirche in Haage mit aufwendiger Innenausstattung aus dunklem Eichenholz (ursprünglich in der Dorfkirche Döberitz)
- Dorfkirche Senzke, ein Putzbau mit Westturm, wurde 1857 anstelle der Vorgängerkirche erbaut und dort die Anfang des 17. Jahrhunderts angefertigten Gestühlsbrüstungen aus dem Vorgängerbau aufgestellt im Altarraum. Ebenfalls aus dem Vorgängerbau stammt die hölzerne Kanzel.
- Das Fintelmannhaus in Senzke ist ein eingeschossiger Fachwerkbau mit einem Walmdach aus der Zeit um 1710. Es ist nach Joachim Heinrich Fintelmann benannt, der als Hofgärtner auf dem Gut von Caspar Friedrich von Bredow lebte und arbeitete.
- Kirche in Wagenitz aus dem 17. Jahrhundert mit Votivgemälde von Chr. v. Bredow aus dem Jahr 1664
- Schwedenturm in Wagenitz

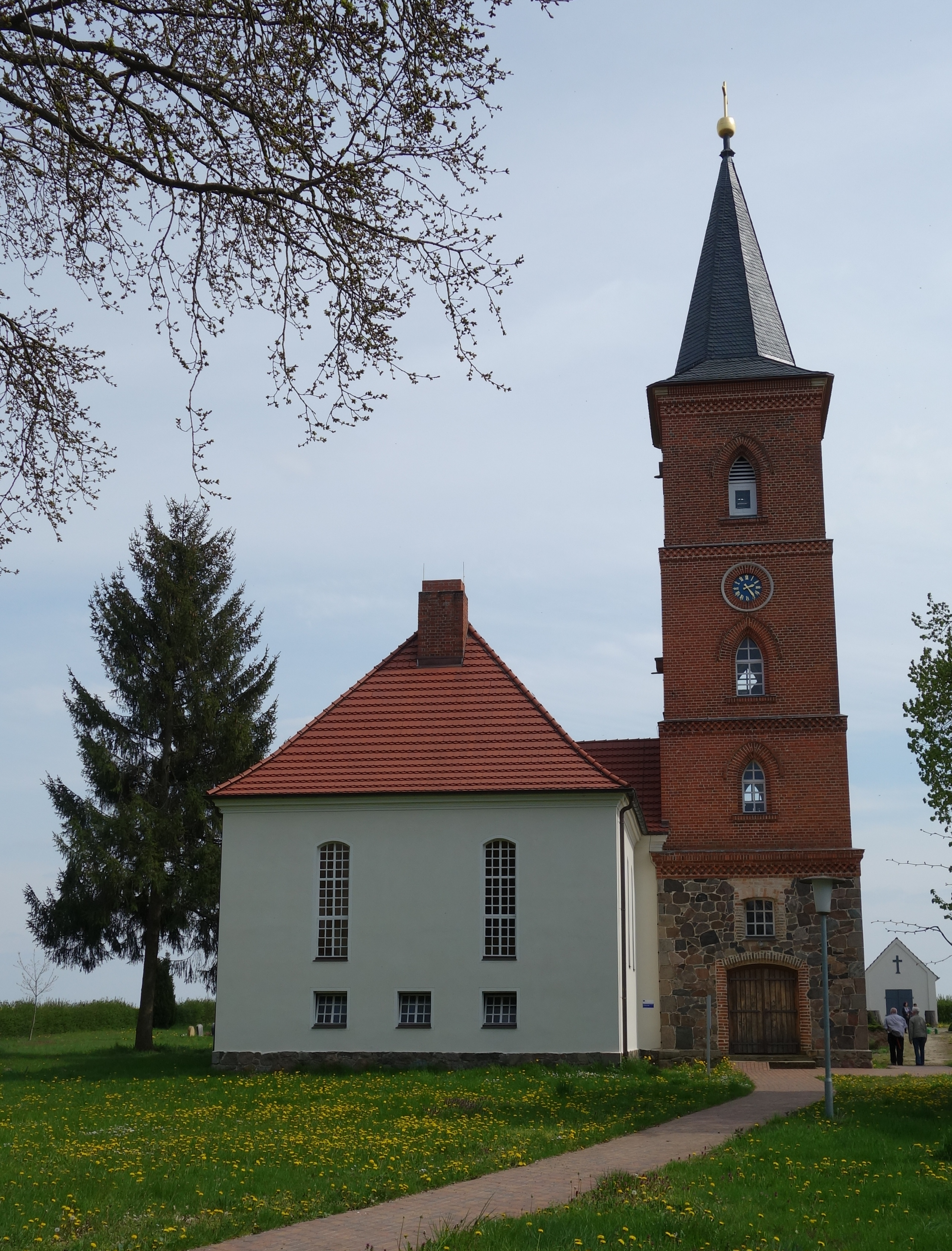
Kirche in Haage
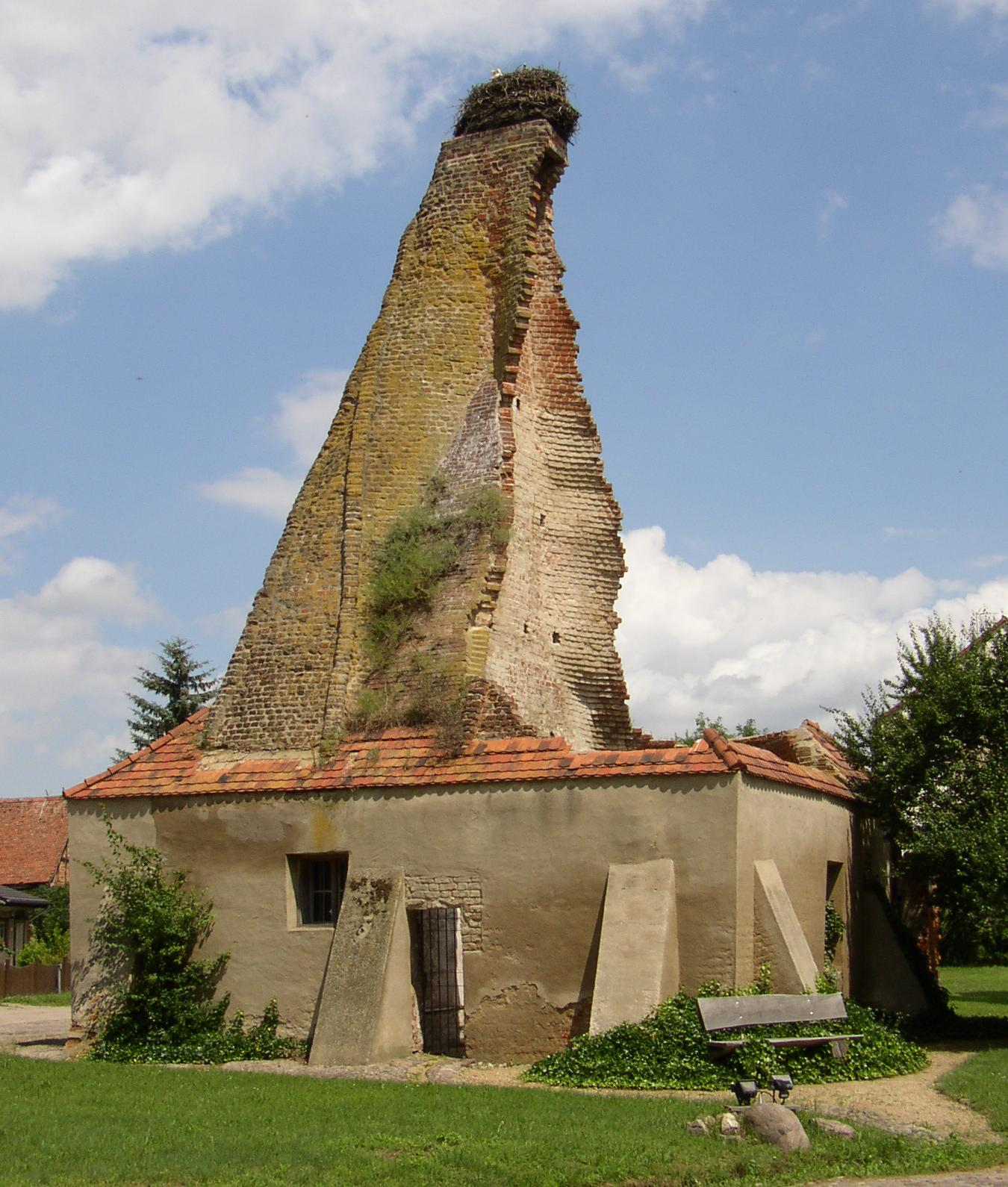
Schwedenturm in Wagenitz
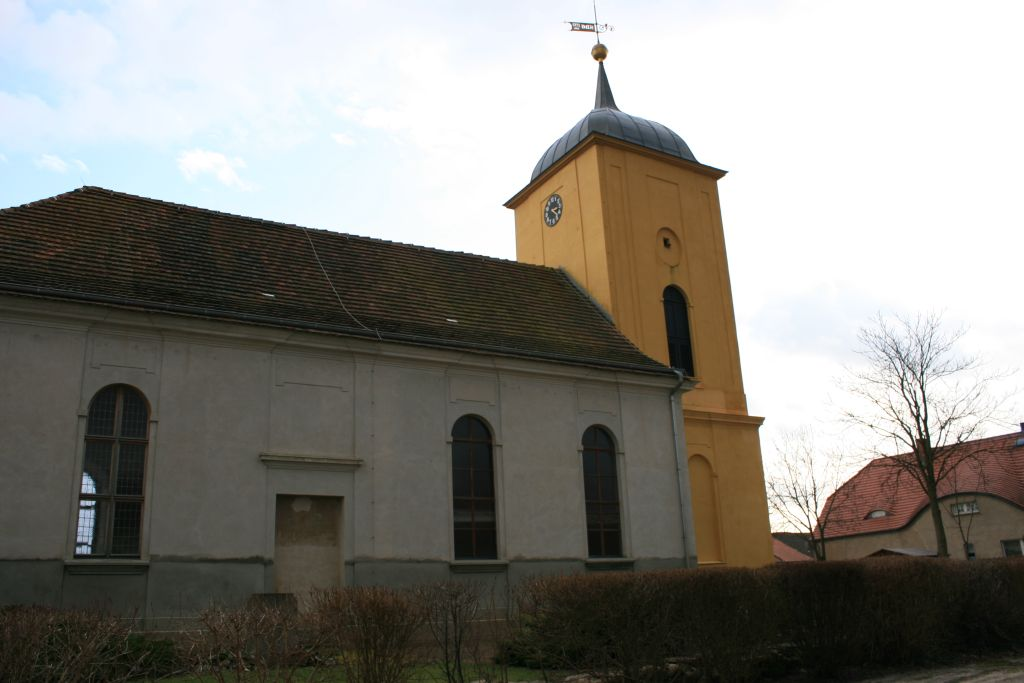
Kirche in Wagenitz
Kirche in Senzke

## Verkehr
Durch das Gemeindegebiet führt die Bundesstraße 5 zwischen Friesack und Nauen.
Die nächstgelegenen Bahnhöfe sind Friesack (Mark) und Paulinenaue an der Bahnstrecke Berlin–Hamburg. Sie werden von der Regional-Express-Linie RE 8 Wismar–Berlin bedient.
Senzke hatte einen Bahnhof an der Kreisbahn Rathenow–Nauen.

## Persönlichkeiten
- Joachim Heinrich Fintelmann (–1752), herrschaftlicher Gärtner auf dem Gut Senzke
- Asmus Ehrenreich von Bredow (1693–1756), preußischer Generalleutnant, in Senzke geboren
- Ernst Wilhelm Reichsgraf von Bredow (1709–1755), preußischer Kriegsminister, Mitherr auf Wagenitz
- Carl Friedrich Fintelmann (1738–1811), Hofgärtner, in Senzke geboren
- Joachim von Bredow (1867–1941), Gutsbesitzer in Wagenitz
- Bernhard von Derschau (1903–1945), Landrat, in Wagenitz geboren
- Wilfriedt Wedmann (1948–2021), kanadischer Leichtathlet, in Wagenitz geboren
- Friedrich Höricke (* 1963), Pianist und Komponist, lebt in Senzke

Über Jahrhunderte übten Angehörige derer von Bredow Einfluss auf die Geschicke der heutigen Ortsteile der Gemeinde aus.